# Mandril (ferramenta)
Mandril é a designação comum de algumas ferramentas autocentrantes de propriedade furadoura, prensadora ou fresadora. No caso de uma fresadora, consiste num suporte onde é possível prender o material a ser fresado, ou ele mesmo fresar o material através de desbastamento exterior. Seu conceito é aplicado desde simples furadeiras, tornos ou lapiseiras. As hélices em geral, são fixadas através de um eixo, e este por sua vez é preso a um mandril.